# Airald
Airald, aussi orthographié Ayrald, est un moine de l'ordre des Chartreux de la Chartreuse de Portes, en Bugey, devenu évêque de Maurienne, dans la première partie du XIIe siècle.
Il est déclaré bienheureux le 8 janvier 1863 par le pape Pie IX.

## Biographie
Airald est, selon la légende, fils de Guillaume II, comte de Bourgogne, et serait le frère ou le neveu de Gui de Bourgogne (qui deviendra le pape Calixte II),,. 
Les auteurs de La Savoie de l'an mil à la Réforme (1984) présentent aussi l'éventualité qu'il soit la progéniture d'un comte de Bourgogne. Toutefois cette thèse est critiquée, par manque de preuves suffisantes.

### Moine chartreux
Airald est, selon la chronique des Chartreux, un moine de l'ordre des Chartreux,, au sein de la chartreuse de Portes, dans la région du Bugey.
Au sein de la chartreuse de Portes, il aurait fréquenté Hugues de Grenoble,. Cette rencontre a d'ailleurs retenu l'attention des chroniqueurs, et à leur suite le chanoine Angley.
Cette appartenance à l'ordre des Chartreux fait l'objet d'un débat, par publications interposées, entre le chanoine Saturnin Truchet et le chanoine François Trépier. Ce dernier démontrait qu'Airald n'était non pas chartreux, mais un chanoine régulier du décanat de Savoie.

### Épiscopat
Ayrald est choisi par le chapitre du diocèse de Maurienne pour succéder à l'évêque Conon II. L'année varie selon les auteurs : 1124 pour Saints et saintes de Savoie (1999), 1132 chez Truchet, voire vers 1134 pour Jacques Lovie ou dans l'ouvrage La Savoie de l'an mil à la Réforme (1984). Les premiers font terminer son épiscopat en 1134 et les seconds en 1146,, tout comme l'historien Jacques Lovie. Le chanoine Angley indique que son épiscopat débute en 1132.
Vers 1140, il s'attribue la dignité de prévôt, afin de pouvoir mieux contrôler le chapitre, qui peut parfois avoir des rapports difficiles avec les évêques.
Il est dit qu'il n'a jamais quitté sa tunique blanche de chartreux. Il est décrit, notamment par Jacques Lovie comme « un prédicateur, un homme de tendresse à l'égard des pauvres, un guérisseur penché sur les malades ».

### Mort, miracle et succession
Airald meurt le 2 janvier 1146, d'épuisement. Son corps est placé dans la cathédrale Saint-Jean-Baptiste. 
La légende raconte que de son tombeau sortait une huile miraculeuse. Celui-ci deviendra un lieu de pèlerinage. Ce dernier perdure jusqu'en 1794 où les troupes révolutionnaires françaises détruisent le corps.

## Bienheureux
Le pape Pie IX le décrète Bienheureux le 8 janvier 1863, et sa fêté est fixée au 4 janvier,,. Le site nominis.cef.fr donne quant à lui le 2 janvier. 
Jusqu'en 1914, il était célébré le 21 octobre, ou le 11 mars dans le diocèse de Maurienne,
La cathédrale de Saint-Jean-de-Maurienne possédait jusqu'aux travaux de rénovation des années 1960 une chapelle dédiée à saint Airald.

## Controverse sur le nom: AiraldIerou Airald II
Selon les sources, plusieurs Airald, orthographié également sous la forme Ayrald, se seraient succédé à la tête du diocèse de Maurienne, au cours du XIIe siècle.
Joseph-Antoine Besson (1759) mentionne ainsi trois Ayrald au cours de ce siècle, avec Ayrald Ier, suivi par Conon II, puis saint Ayrald II, puis Ayrald III (chartreux). De son côté, le chanoine Angley, auteur d'une Histoire du diocèse de Maurienne (1846) parle d'un Aicald, suivi de Conon II, puis de Bienheureux Ayrald (chartreux), suivi de Benard de Portes et Ayrald II (doyen du décanat de Saint-André). Saturnin Truchet (1828-1904), auteur de Histoire du diocèse de Maurienne, donne pour saint Ayrald ou Ayrard.
Les auteurs de La Savoie de l'an mil à la Réforme (1984) donne Ayrald Ier, également sous les formes Eyraud ou encore Ayrald de Maurienne, comme saint, moine chartreux, auquel succède Bernard des Portes, puis Ayrald II (doyen du décanat de Saint-André). Ces auteurs mentionnent également un Ayrald le Doyen (v. 1130) que l'on trouve auprès de l'évêque de Grenoble, Hugues.
Les auteurs de Saints et saintes de Savoie (1999) n'en mentionnent également que deux, Airald Ier ou saint Airald († 1134, chartreux), puis Airald II qui lui succède (collaborateur de l'évêque Hugues de Grenoble). Enfin, l'auteur de l'ouvrage Personnages illustres des Savoie (2007) donne Airald II († 1138) pour saint.
Enfin, tant la notice de la Bibliothèque nationale de France que le fichier Fichier d'autorité international virtuel mentionnent pour Bienheureux, respectivement « Airald III (évêque de Maurienne, 11..-1160 ?) » et « Airald III évêque de Maurienne 11..-1160 ? ».